# Brunei Open
Het Brunei Open is een golftoernooi van de Aziatische PGA Tour.
De eerste editie van het toernooi vond plaats in 2005 op de baan van de Empire Hotel and Country Club in Bandar Seri Begawan. Deze werd ontworpen door Jack Nicklaus. De par van de baan is 71. Een deel van de baan ligt langs de Zuid-Chinese Zee.
Het prijzengeld is nog steeds US$.300.000.
Het Sultanaat van Brunei is een klein land aan de noordkust van het eiland Borneo. Het sultanaat bestaat uit twee delen. Het kleine, oostelijke deel is bergachtig en heeft naar schatting 30.000 inwoners. Het veel grotere, westelijke deel heeft ruim 350.000 inwoners. Hier ligt de golfbaan in de noordoostelijke deel. Brunei wordt jaarlijks door een miljoen mensen bezocht, maar het golftoerisme is erg weinig ontwikkeld. Daarin wil het land verandering aanbrengen.
| Jaar | Baan                          | Naam             | Score                  | Opmerking                                            |
| ---- | ----------------------------- | ---------------- | ---------------------- | ---------------------------------------------------- |
| 2005 | Empire Hotel and Country Club | Terry Pilkadaris | 67-63-68-67=265 (-19)  | prijzengeld US$ 300.000                              |
| 2006 | Empire Hotel and Country Club | Wang Ter-chang   | 68-70-64-65=268 (-16)  | prijzengeld US$ 300.000 play-off tegen David Gleeson |
| 2007 | Empire Hotel and Country Club | Wen-tang Lin     | 65-58-71-64=269 (-15)  |                                                      |
| 2008 | Empire Hotel and Country Club | Rick Kulacz      | 70-65-69-67=271 (-13)  | play-off tegen Lu Wen-teh                            |
| 2009 | Empire Hotel and Country Club | Darren Beck      | 71-67-68-65= 271 (-13) | play-off tegen Gaganjeet Bhullar en Boonchu Ruangkit |
| 2010 | Empire Hotel and Country Club | Rahman Siddikur  | 64-67-70-67= 268 (-16) | play-off tegen Jbe' Kruger, prijzengeld US$ 300.000  |